# Елизаветин павильон
Елизаветин павильон (Краснодолинный павильон) — памятник архитектуры. Расположен в Павловске, в Павловском парке, в парковом районе Красная долина рядом с рекой Славянкой. Название Краснодолинный дано по месту расположения, Елизаветин — так как павильон был любимым местом отдыха Елизаветы Алексеевны.
Последнее сооружение Чарлза Камерона в Павловске. Павильон был задуман ещё в 1780 году, проект был составлен в 1800 году, строительство велось в 1801 году под наблюдением П. Д. Шретера и руководством К. Висконти.
Предназначался для обзора окружающих видов, внешне — архитектурный каприз. Состоит из двух объёмов, у каждого из которых сделан свой вход; раньше они были соединены поверху переходом, лёгкой деревянной лестницей. Идея внешнего вида павильона — античная постройка, частично лишившаяся исходного декора и приспособленная под современные потомкам задачи.
В основной части павильона один квадратный зал с четырьмя остеклёнными (позднее постройки) дверями, окружённый разными по виду портиками (с разных сторон: античный перистиль, обрубки колонн, лестница, ведущая на кровлю, простой навес). Крыша этой части плоская, на ней обустраивался ограждённый крестовинами из берёзовых стволов и укрытый тентом на металлической арматуре открытый бельведер. Внутренний зал украшали колонны ионического ордера и пилястры дорического ордера без баз. Колонны и стены были облицованы искусственным мрамором, колонны — зелёным, стены — серым, за работы с этим материалом отвечал мастер Иван Волин. На плоском перекрытии была роспись по эскизу П. Гонзаги и с участием Василия Лапшина и Семёна Фёдорова, имитирующая систему сводов с круглым отверстием посередине. На стенах были сделаны медальоны с барельефами по мотивам античных сюжетов. Паркет был сделан из наборного дерева, солярные работы выполнил Мина Кузьмин. Внешние колонны сделаны из пудостского камня, они сгруппированы по четыре, со стороны боковых фасадов поставлены полукружием (ещё одна колонна стояла неподалёку как памятник), колонны портика сделаны из розового мрамора.
Вторая часть здания — каменная площадка с соломенной кровлей на каменных столбах, стоящая на каменной арке.
В композицию также входила расположенная рядом Руина. Изначально при постройке вокруг был разбит регулярный садик, позже П. Гонзаго перепланировал эту часть парка под более естественный пейзаж.
Оригинальность замысла привела к дальнейшим исправлениям вида павильона согласно вкусу более поздних владельцев парка. В 1826 году для тента сделали металлический основ, который завершал медный шар с перьями. В 1911 году при реставрации стены основного объёма были расписаны «под руины» с белыми вставками, якобы более поздними вставками в старую рустовку. Ещё одна реставрация была проведена до Великой Отечественной войны.
Плохое состояние павильона и необходимость срочной реставрации отмечались как минимум с 1964 года, в 1980-е годы павильон был законсервирован. Проект реставрации был создан в 2016 году и представлен на выставке по реставрации и охране памятников Denkmal-2016. В 2017 году были выполнены противоаварийные работы, но в 2018 году павильон описывался как находящийся под угрозой утраты.